# Sellowia
Sellowia es una revista científica con ilustraciones y descripciones botánicas que es publicada en Brasil desde 1954 con el nombre de Sellowia; Anais Botanicos do Herbário "Barbosa Rodrigues". Fue precedida por Anais Bot. Herb. "Barbosa Rodrigues".